# Grammy al millor àlbum de música dance/electrònica
El premi Grammy al millor àlbum de música dance/electrònica (Grammy Award for Best Dance/Electronic Album) és entregat per The Recording Academy (oficialment, National Academy of Recording Arts and Sciences) dels Estats Units des de 2005, a artistes de gravacions per àlbums de qualitat en els gèneres de música dance i electrònica, per a "honorar la consecució artística, competència tècnica i excel·lència general en la indústria discogràfica, sense tenir en consideració les vendes d'àlbums o posició a les llistes".
Segons la guia de descripció de la categoria, el premi s'entrega "a àlbums que continguin com a mínim el 51% de temps de reproducció de noves gravacions vocals o instrumentals de música dance/electrònica". Està destinat a "gravacions orientades al groove amb instrumentació de base electrònica. Àlbums recopilatoris o de gravacions de remix no són elegibles per aquesta categoria". Del 2005 al 2011 el nom del premi era Best Electronic/Dance Album; del 2012 al 2014 va ser conegut com a Best Dance/Electronica Album, i a partir del 2015 el premi és conegut amb el nom de Best Dance/Electronic Album.
Skrillex ha rebut el premi tres vegades, mentre que tant Daft Punk com The Chemical Brothers n'han rebut dos cadascun. Aquests últims manenen el rècord al major nombre de nominacions (cinc), i Deadmau5 i Robyn el mantenen amb el de més nominacions sense obtenir el premi (tres).

## Guardonats

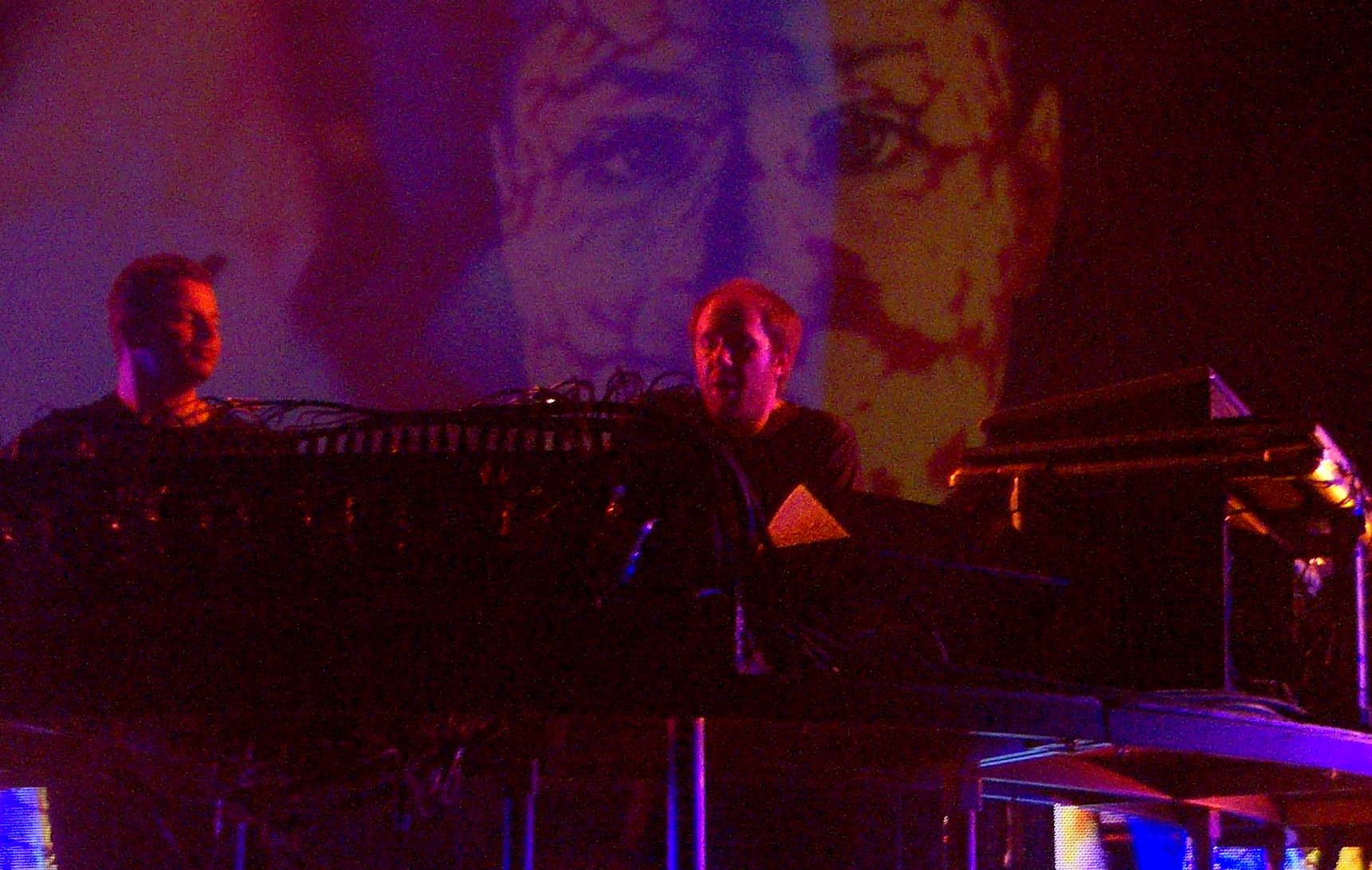
The Chemical Brothers van ser els primers a rebre el premi dues vegades (2006 i 2008).

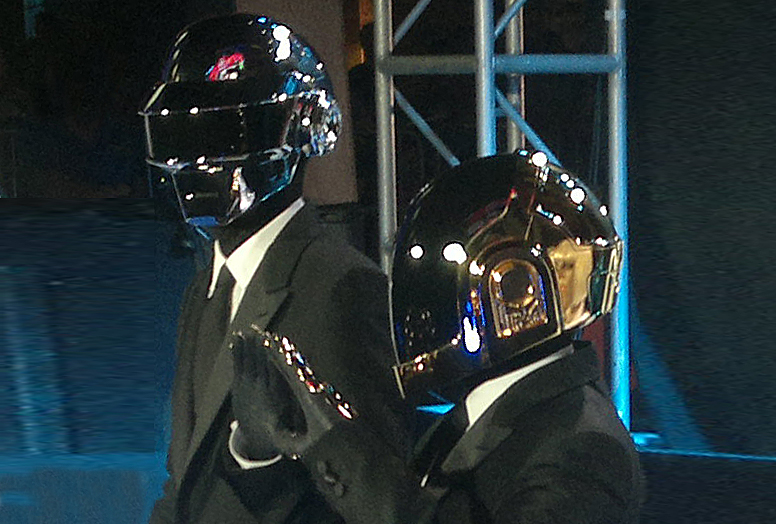
El grup francès Daft Punk també van rebre el premi en dues ocasions (2009 i 2014).

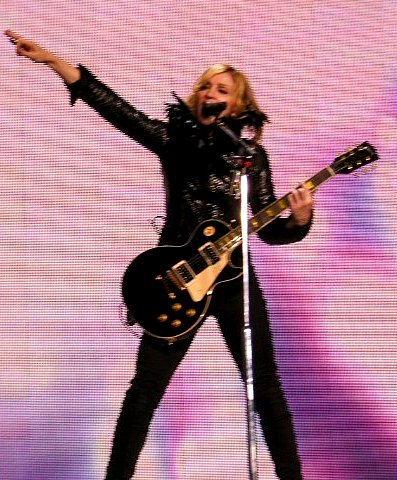
Madonna va ser la primera cantant en solitari a guanyar aquest premi el 2007.

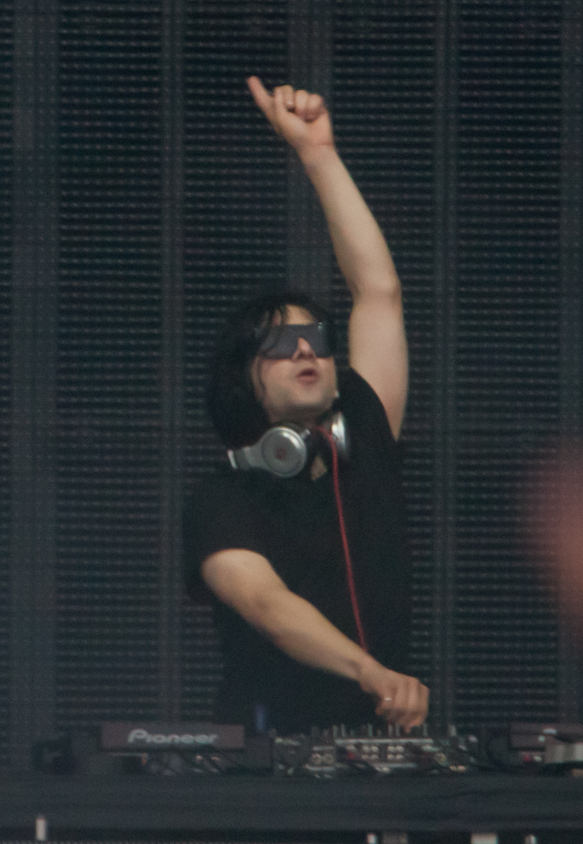
Skrillex van guanyar aquest premi tres vegades, els anys 2012, 2013 i 2016.

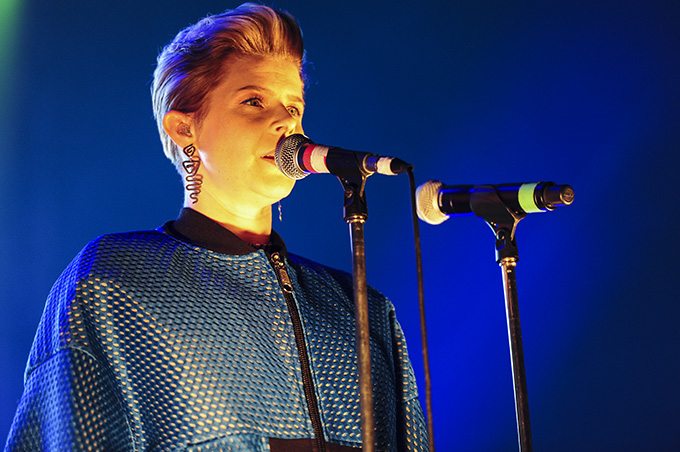
Robyn ha estat nominada en tres ocasions i no n'ha obtingut cap.

Deadmau5 ha estat nominat en tres ocasions i no n'ha obtingut cap.

### Dècada del 2000
| Any  | Artista               | Àlbum                        | Nominats | Ref.  |
| ---- | --------------------- | ---------------------------- | --- | ----- |
| 2005 | Basement Jaxx         | Kish Kash                    | - The Crystal Method – Legion of Boom - Paul Oakenfold – Creamfields - The Prodigy – Always Outnumbered, Never Outgunned - Paul van Dyk – Reflections | [ 4 ] |
| 2006 | The Chemical Brothers | Push the Button              | - Daft Punk – Human After All - Fatboy Slim – Palookaville - Kraftwerk – Minimum-Maximum - LCD Soundsystem – LCD Soundsystem                          | [ 5 ] |
| 2007 | Madonna               | Confessions on a Dance Floor | - Goldfrapp – Supernature - Paul Oakenfold – A Lively Mind - Pet Shop Boys – Fundamental - Zero 7 – The Garden                                        | [ 6 ] |
| 2008 | The Chemical Brothers | We Are the Night             | - Justice – † - LCD Soundsystem – Sound of Silver - Shiny Toy Guns – We Are Pilots - Tiësto – Elements of Life                                        | [ 7 ] |
| 2009 | Daft Punk             | Alive 2007                   | - Brazilian Girls – New York City - Cyndi Lauper – Bring Ya to the Brink - Kylie Minogue – X - Moby – Last Night - Robyn – Robyn                      | [ 8 ] |

### Dècada del 2010
| Any  | Artista    | Àlbum                             | Nominats | Ref.   |
| ---- | ---------- | --------------------------------- | --- | ------ |
| 2010 | Lady Gaga  | The Fame                          | - The Crystal Method – Divided by Night - David Guetta – One Love - LMFAO – Party Rock - Pet Shop Boys – Yes                                                                    | [ 9 ]  |
| 2011 | La Roux    | La Roux                           | - BT – These Hopeful Machines - The Chemical Brothers – Further - Goldfrapp – Head First - Groove Armada – Black Light                                                          | [ 10 ] |
| 2012 | Skrillex   | Scary Monsters and Nice Sprites   | - Cut Copy – Zonoscope - Deadmau5 – 4x4=12 - David Guetta – Nothing but the Beat - Robyn – Body Talk Pt. 3                                                                      | [ 11 ] |
| 2013 | Skrillex   | Bangarang                         | - Steve Aoki – Wonderland - The Chemical Brothers – Don't Think - Deadmau5 – Album Title Goes Here - Kaskade – Fire & Ice                                                       | [ 12 ] |
| 2014 | Daft Punk  | Random Access Memories            | - Disclosure – Settle - Calvin Harris – 18 Months - Kaskade – Atmosphere - Pretty Lights – A Color Map of the Sun                                                               | [ 13 ] |
| 2015 | Aphex Twin | Syro                              | - Deadmau5 – While (1 Is Less Than 2) - Little Dragon – Nabuma Rubberband - Röyksopp i Robyn – Do It Again(EP) - Mat Zo – Damage Control                                        | [ 14 ] |
| 2016 | Jack Ü     | Skrillex and Diplo Present Jack Ü | - Caribou – Our Love - The Chemical Brothers – Born in the Echoes - Disclosure – Caracal - Jamie xx – In Colour                                                                 | [ 15 ] |
| 2017 | Flume      | Skin                              | - Jean-Michel Jarre – Electronica 1: The Time Machine - TychoTycho – Epoch - Underworld – Barbara Barbara, We Face a Shining Future - Louie Vega – Louie Vega Starring...XXVIII | [ 16 ] |
| 2018 | Kraftwerk  | 3-D The Catalogue                 | - Bonobo – Migration - Mura Masa – Mura Masa - Odesza – A Moment Apart - Sylvan Esso – What Now                                                                                 | [ 17 ] |
| 2019 | Justice    | Woman Worldwide                   | - Jon Hopkins – Singularity - Sofi Tukker – Treehouse - Sophie – Oil of Every Pearl's Un-Insides - Tokimonsta – Lune Rouge                                                      |        |